# Divatte-sur-Loire
Divatte-sur-Loire is een gemeente in het Franse departement Loire-Atlantique (regio Pays de la Loire). De plaats maakt deel uit van het arrondissement Nantes. Divatte-sur-Loire is op 1 januari 2016 ontstaan door de fusie van de gemeenten Barbechat en La Chapelle-Basse-Mer. De gemeente telde 7.158 inwoners op 1 januari 2022.

## Geografie
De oppervlakte van Divatte-sur-Loire bedroeg op 1 januari 2022 33,9 vierkante kilometer; de bevolkingsdichtheid was toen 211,2 inwoners per km².

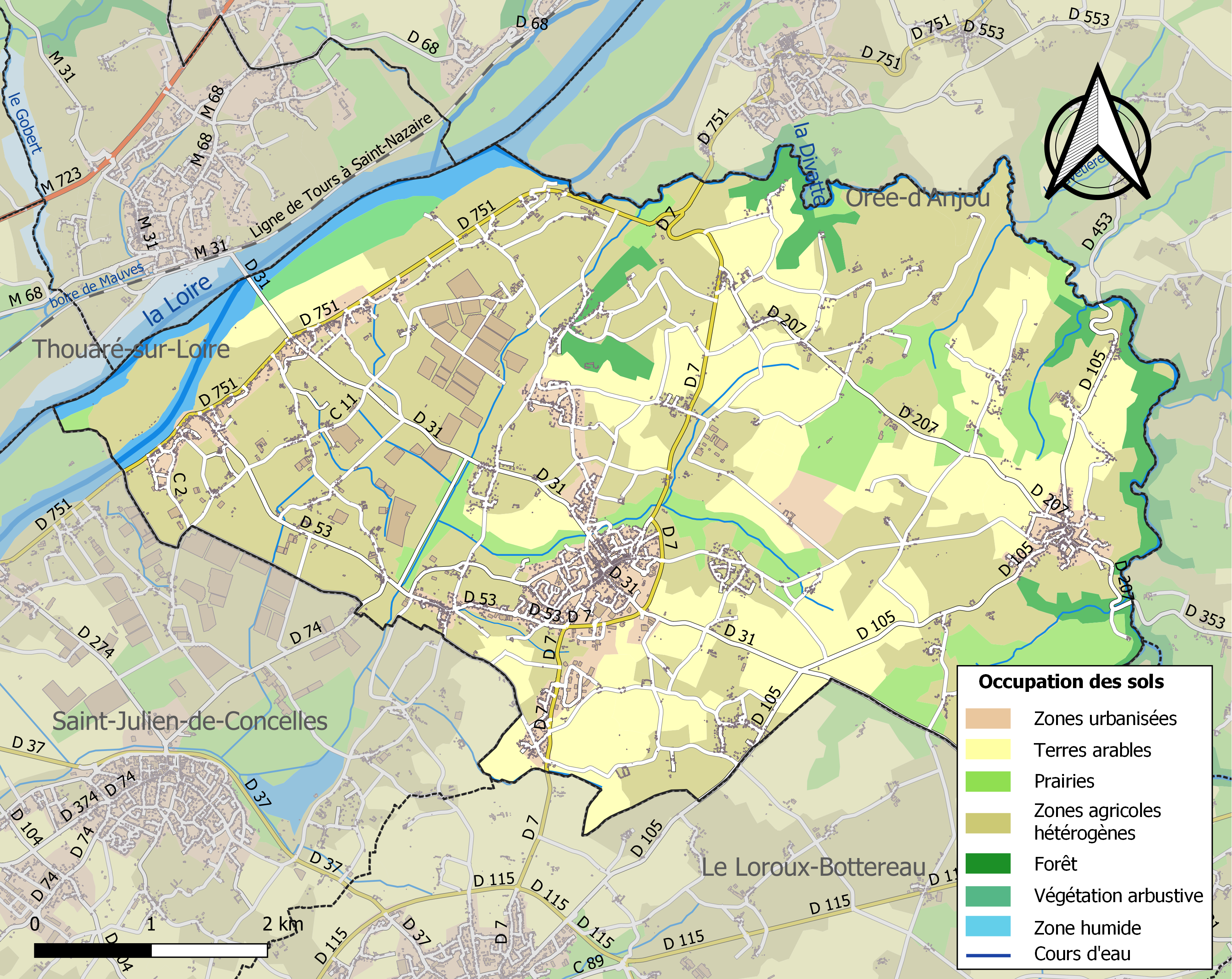
Kaart van de gemeente met de belangrijkste infrastructuur, bodemgebruik en omliggende gemeenten

1. 1 2  Populations de référence 2022.